# 中国驻孟买总领事馆
中华人民共和国驻孟买总领事馆，简称中国驻孟买总领事馆，是中华人民共和国派驻印度马哈拉施特拉邦孟买的最高级别外交机构。领区包括马哈拉施特拉邦和卡纳塔克邦。

## 机构设置
中国驻孟买总领事馆设置下列机构：
- 领侨室
- 商务处
- 政新处
- 办公室